# Gemeinde Gornji Petrovci
Gornji Petrovci (deutsch Petersberg; ungarisch: Péterhegy) ist der Name einer Gemeinde und ihres Hauptortes in Goričko, dem hügeligen Teil der historischen Region Prekmurje (deutsch: Übermur, auch Transmurien) in Slowenien.

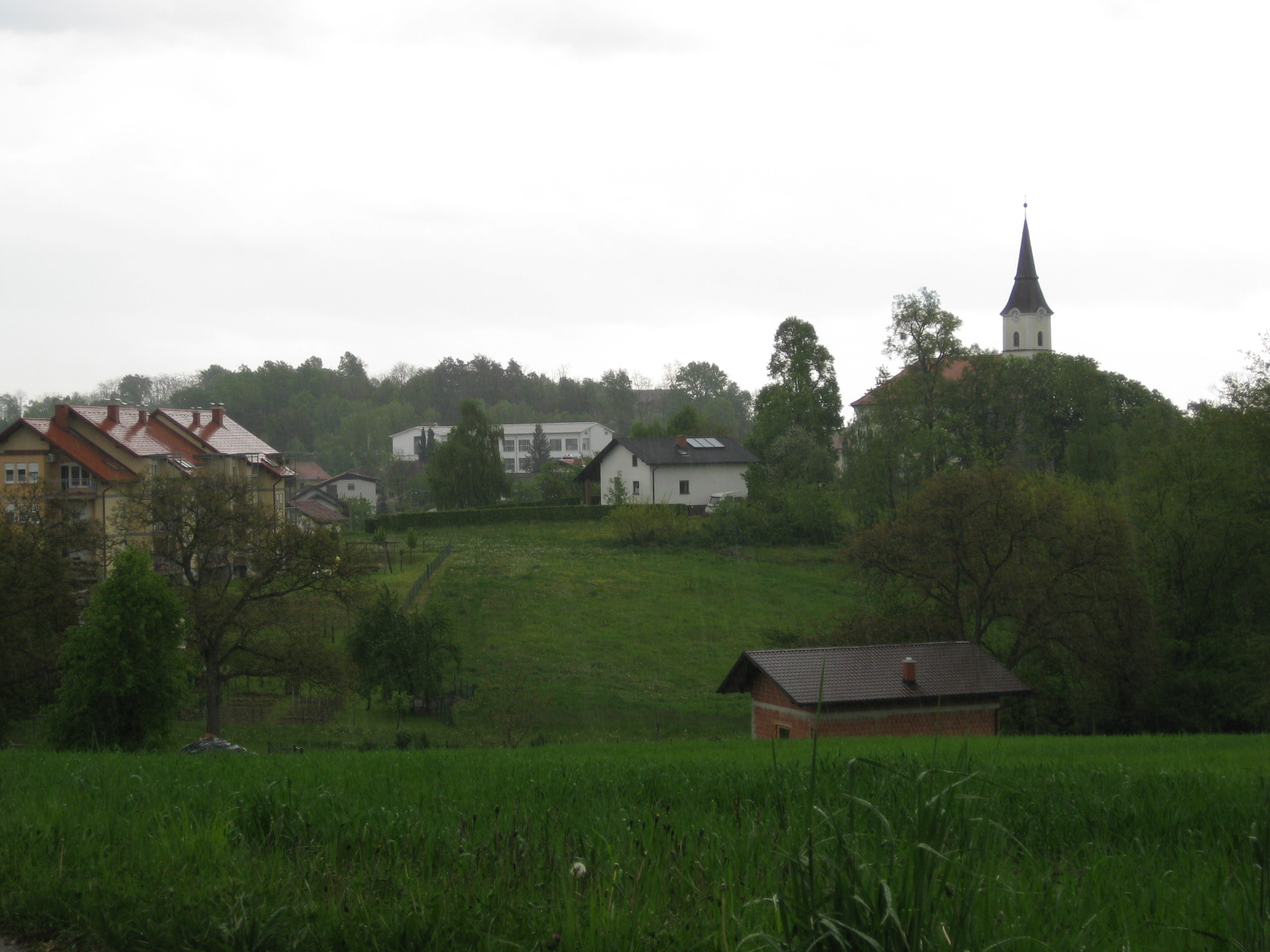
GornjiPetrovci

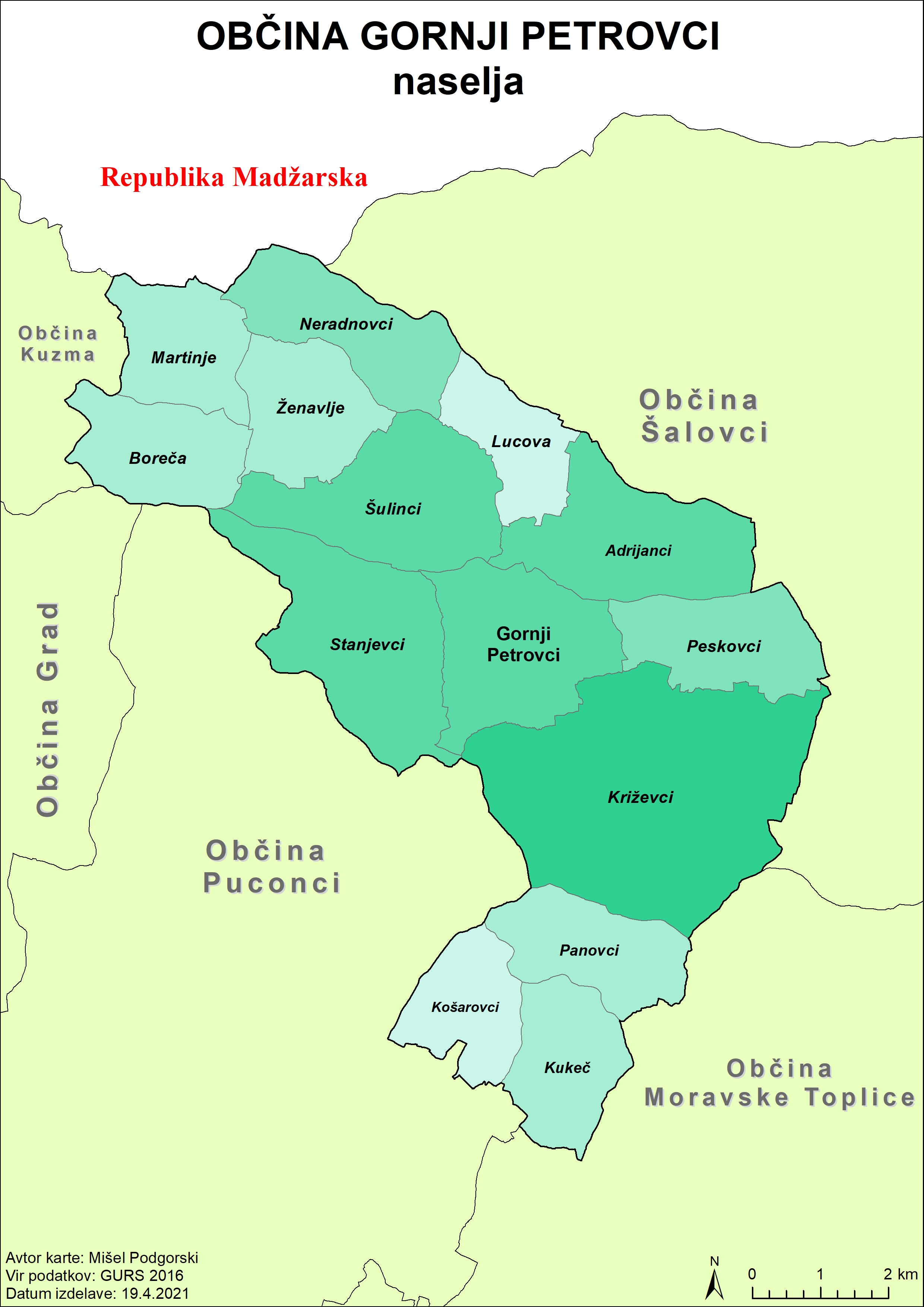
Karte der Ortsteile

## Geographie
Die Kommune nimmt den nördlichen Bereich des Hügel- und Grabenlandes von Goričko ein und berührt mit zwei Ortsteilen die Grenze zu Ungarn. Das Gemeindegebiet erstreckt sich über eine Fläche von 66,84 km² und grenzt im Norden an das ungarische Komitat Vas (deutsch: Eisenburg), im Osten an die Gemeinde Šalovci (deutsch: Schabing), im Südosten an die Gemeinde Moravske Toplice (deutsch: Olsnitz), im Süden und Südwesten an die Gemeinde Puconci (deutsch: Putzendorf), im Westen an die Gemeinde Grad (deutsch: Oberlimbach) und im Nordwesten an die Gemeinde Kuzma (deutsch: Sankt Cosmas).
Das Gemeindegebiet umfasst die Quellbereiche und Oberläufe der von West nach Ost fließenden Gewässer des Koritiški-, Merak-, Peskovski- und Mala-Krka-Baches, mit Höhen um 260 m. Die zwischen den Niederungen überwiegend sanft ansteigenden Hügel und Kuppen sind größtenteils bewaldet. Die höchste Erhebung der Gemeinde mit 404 m ist der Srebni breg, der Silberberg, an der Wasserscheide zwischen Mur und Raab, unmittelbar an der ungarischen Grenze. Weitere ausgeprägte Hügel in der Gemeindegemarkung sind: Sveta Ana (Sankt-Anna-Berg) 395 m, Huma 362 m, Majorce 364 m und Nedelski breg 355 m, der geschichtsträchtige Sonntagsberg mit seiner herrlichen Aussicht, oberhalb des Gemeindezentrums. Das gesamte Gemeindegebiet gehört dem Dreiländerpark Raab-Goričko-Örseg an.
Die Kommune setzt sich aus 14 Ortschaften zusammen, die im Gemeindewappen als blaue Häuschen mit roten Dächern dargestellt werden.

## Ortschaften der Gemeinde Gornji Petrovci
| slowenischer Name                       | prekmurischer Name    | deutscher Name       | ungarischer Name                           | Einwohner (2016) | Bild |
| --------------------------------------- | --------------------- | -------------------- | ------------------------------------------ | ---------------- | ---- |
| Adrijanci                               | Adrijance             | Klein Schall         | Andorháza, früher Adriáncz                 | 146              |      |
| Boreča                                  | Boriče                | Sankt Anna           | Borháza                                    | 84               |      |
| Košarovci                               | Košarovce             | Korbhaus             | Kosárháza                                  | 74               |      |
| Gornji Petrovci                         | Gorenji Petrovci      | Petersberg           | Péterhegy, früher Felső-Petrócz            | 405              |      |
| Križevci; vor 1952 Križevci v Prekmurju | Križevci              | Heilig Kreuz         | Keresztúr, früher Tótkeresztúr             | 374              |      |
| Kukeč                                   | Kükeč, früher Kükečko | Küketsch             | Újkökényes                                 | 57               |      |
| Lucova                                  | Lücova                | Lychow (veraltet)    | Lakháza                                    | 113              |      |
| Martinje                                | Martinje              | Martini              | Magasfok                                   | 110              |      |
| Neradnovci                              | Maranovci             | Nadorf, auch Neudorf | Nádorfa                                    | 140              |      |
| Panovci                                 | Pananovci             | Sankt Johann         | Úriszék, früher Pananócz                   | 32               |      |
| Peskovci                                | Peskouvci             | Henzensdorf          | Petőfa, früher Peszkócz                    | 75               |      |
| Stanjevci                               | Stanjevce             | Perchtenstein        | Kerkaszabadhegy, früher Sztanyócz          | 181              |      |
| Šulinci                                 | Šülinci               | Sülintz              | Sándorvölgy, früher Sztanyócz oder Sülincz | 160              |      |
| Ženavlje                                | Ženavlje              | Schönabla            | Gyanafa                                    | 107              |      |

## Nachbargemeinden
| Kuzma         | Ungarn, Šalovci                             | Šalovci          |
| Grad, Puconci | Kompassrose, die auf Nachbargemeinden zeigt | Šalovci          |
| Puconci       | Puconci, Moravske Toplice                   | Moravske Toplice |

## Geschichte
Eine erste Ansiedlung wird im Jahre 1385 als Oberdorf erwähnt, die im Besitz der Familie Hencherfalua war. 1431 taucht zum ersten Male die ungarische Bezeichnung Petrocz auf, 1448 Petrolcz, 1467 Petróczi. Nachdem die Familie Hencherfalua im 16. Jahrhundert ausstarb, kam der Ort an die Familie Széchy. Nach deren Aussterben fiel das Dorf 1685 an die Grafen von Nádasdyaké.
In der zweiten Hälfte des 16. Jahrhunderts übernahmen die Einwohner die Reformation; erst 1642 wurde wieder eine katholische Pfarrei gegründet.
Bis zum 20. Jahrhundert war das Gemeindegebiet zweigeteilt, in Felső-Petrócz (Oberpetersberg) und Mura Petrócz (Murpetersberg).
In der zweiten Hälfte des 19. Jahrhunderts erwarben die Grafen Batthyáni mit Mura Petrócz den südlichen Teil, die Grafen Nádasdy mit Felső-Petrócz den nördlichen Teil, beide blieben bis zum Ende des Ersten Weltkriegs Grundherren.
1910 war die Mehrheit der Bevölkerung Slowenen, mit einer bedeutenden ungarischen Minderheit.
Am 29. Mai 1919 wurde Gornji Petrovci Teil der Murrepublik und kam dann auf Grund des Vertrags von Trianon – wie fast das gesamte Übermurgebiet – zum Königreich Jugoslawien. Im April 1941 erklärte Ungarn Jugoslawien den Krieg und besetzte das Übermurgebiet. 1945 kam die Gemeinde wieder zu Jugoslawien; 1991 wurde sie Teil der Republik Slowenien.
Die Gemeinde in der heutigen Form entstand am 3. Oktober 1992, als das Gebiet aus der Gemeinde Murska Sobota ausgegliedert und selbständig wurde.

## Kultur
Zu den wichtigsten Kulturdenkmälern der Gemeinde gehören vor allem folgende Kirchen:

### Heilig-Geist-Kirche
Die Pfarrkirche „Heilig-Geist“ (slowenisch cerkev Sveta Trojica) in Gornji Petrovci entstand Ende des 13. Jahrhunderts und steht auf romanischen Grundmauern. Auch das Kirchenschiff ist spätromanisch. Eine größere Erweiterung im gotischen Stil erfolgte im 15. Jahrhundert mit einem spätgotischen Presbyterium. Um 1642 wurde der Innenraum barockisiert. Der Glockenturm wurde erst 1675 hinzugefügt. In ihm befinden sich zwei Glocken: Die Sankt-Medardus-Glocke mit 440 kg aus dem Jahr 1675, und die größere Marienglocke mit 624 kg, gegossen 1924. Von 1592 bis 1732 fanden in der Kirche protestantische Gottesdienste statt; erst 1733 wurde sie wieder katholisch. Bild siehe oben bei „Ortschaften der Gemeinde Gornji Petrovci“.

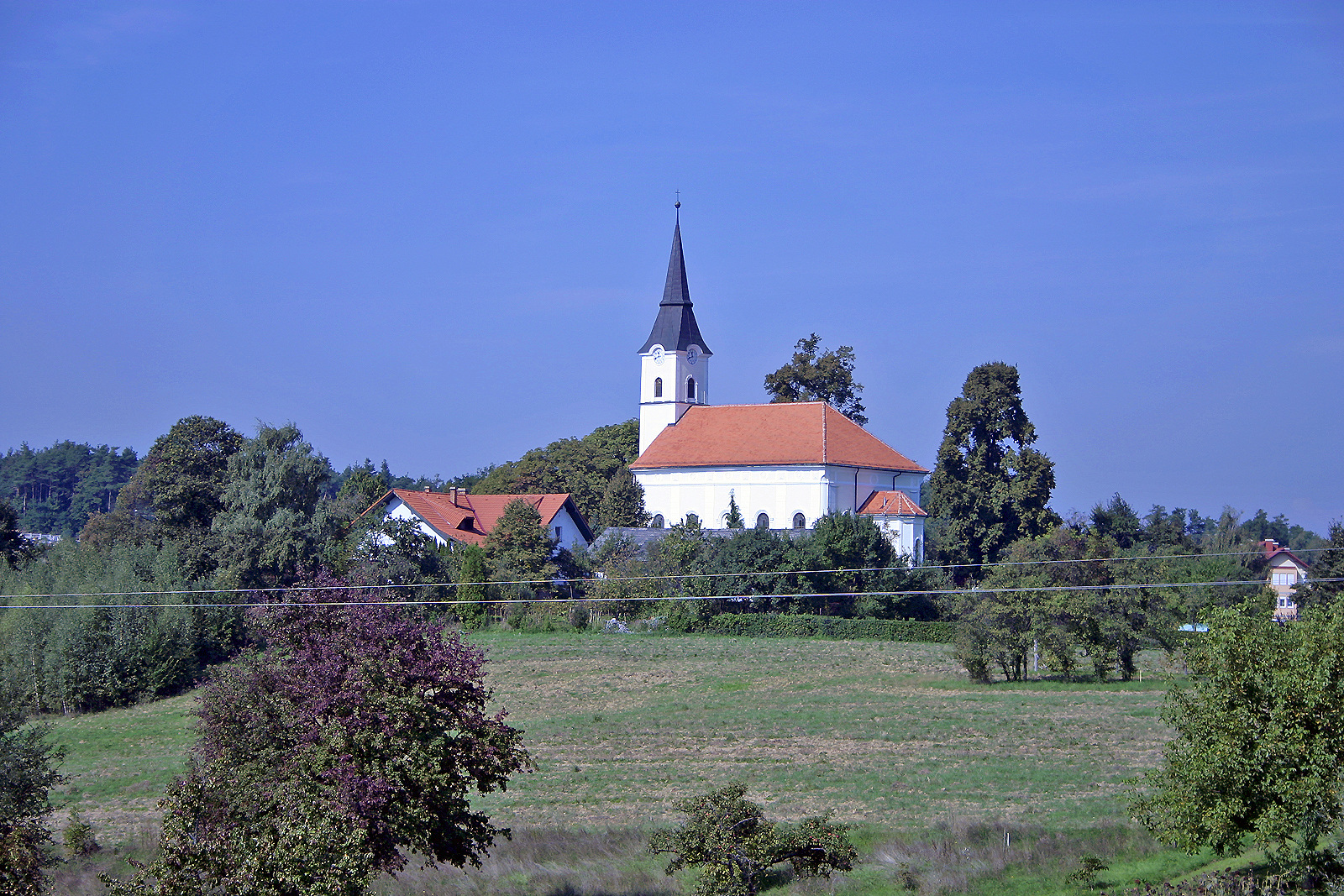
Evangelische Kirche in Gornji Petrovci

### Evangelische Kirche in Gornji Petrovci
Bei der evangelischen Kirche (slowenisch: Evangeličanska cerkev) in Gornji Petrovci handelt es sich um eine der größten evangelischen Kirchen im Übermurgebiet. Sie ist 22 m lang und 4 m breit und wurde 1804 als einschiffige Kirche mit Galerie und Glockenturm errichtet. 1894 erfolgte eine Renovierung sowie ein Umbau durch den Architekten Daniel Placotta. Die Kirche wurde landesweit bekannt, als hier 1984 die erste weibliche Priesterin in Slowenien ihren Dienst antrat.

### Sankt-Anna-Kirche
Die Wallfahrtskirche aus dem 16. Jahrhundert befindet sich im Ortsteil Boreča. Bild siehe oben bei „Ortschaften der Gemeinde Gornji Petrovci“.

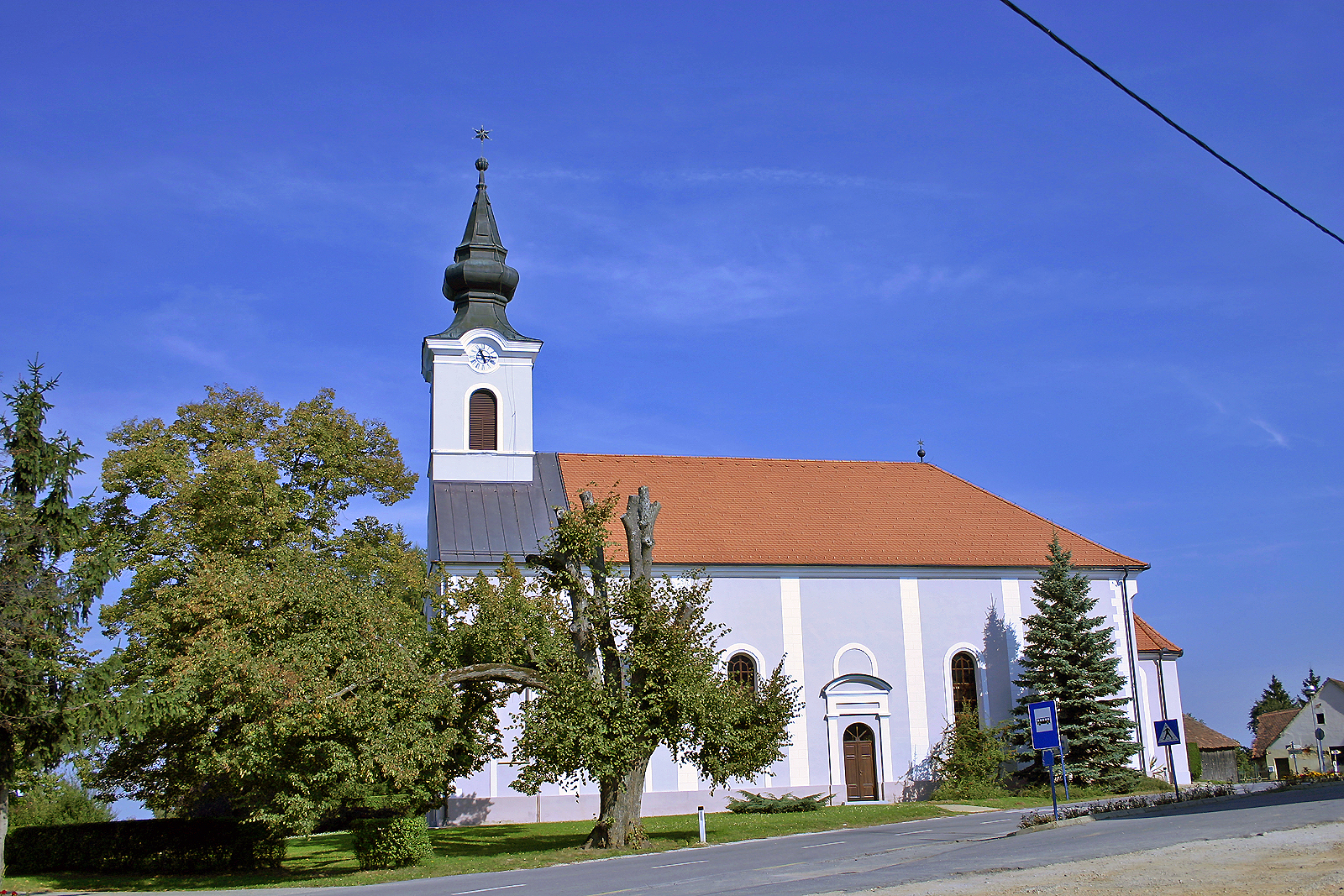
Evangelische Kirche in Križevcih

### Evangelische Kirche in Križevci
Die evangelische Kirche (slowenisch: Evangeličanska cerkev) in Križevci steht auf der größten Erhebung der Gegend, dem Vrey (390 m). Sie wurde bereits 1795 errichtet (nach anderen Quellen 1785) und ist somit die älteste evangelische Kirche im Übermurgebiet. 1885 wurde die Kirche um vier Meter vergrößert und im Stil des Historismus umgebaut. 1982 erfolgte eine Komplettrenovierung.

### Weitere kulturelle Denkmäler
Bei Ženavlje befinden sich zwei römische Grabhügel, die jedoch noch nicht archäologisch untersucht wurden. Weitere Grabhügel befinden sich im Wald bei Križevci. Reste einer römischen Siedlung wurden in der Nähe von Peskovci entdeckt. Bei Lukova wurden Spuren einer prähistorischen Siedlung gefunden.
In Neradnovci befindet sich am Mala-Krka-Bach die Lenarčičev-Mühle aus dem Jahre 1870. Im Jahr 2000 wurde die Mühle vollständig renoviert und ist wieder in Betrieb.

### Goričko-Museum für alte landwirtschaftliche Geräte und Technik
Das Museum in Adrijanci (slowenisch: Muzej starih kmetijskih orodji in motorne tehnike Goričko) zeigt Artefakte aus dem bäuerlichen Leben in Prekmurje, hinzu kommt eine Sammlung von Oldtimern.

## Klima
Das Klima ist gemäßigt kontinental mit kühlen Wintern und heißen Sommern. Der kälteste Monat ist der Januar mit einem Temperaturmittel von −1,5 ° Celsius, der wärmste Monat ist der Juli mit einer Durchschnittstemperatur von 20 ° Celsius. Das Jahr über beträgt die durchschnittliche Niederschlagsmenge 900 mm; der regenreichste Monat ist der Juli.

## Sonstiges
- Gornji Petrovci ist eine der wenigen Gemeinden Sloweniens, in der die Mehrheit der Bevölkerung dem evangelisch-lutherischen Glauben angehört. Die meisten Gemeinden haben eine katholische Mehrheit.
- Am 18. August 1934 stürzten bei Gornji Petrovci die belgischen Flugpioniere und Ballonfahrer Max Cosyns und Nérée van der Elst mit ihrem Stratosphärenballon ab. Zum Gedenken an dieses Ereignis ist der 18. August der Ortsfeiertag.

## Persönlichkeiten
- Matjaž (Mátyás) Godina (* 1768 in Gornji Petrovci; † 1. Januar 1835 in Gornji Petrovci), evangelischer Priester und Lehrer; Komponist und Schriftsteller in prekmurischer Sprache;
- József Ficzkó (* 15. März 1772 in Boreča; † 28. November 1843 in Peresznye), burgenlandkroatischer Schriftsteller und katholischer Priester;
- Mikola Sándor (* 16. April 1871 in Gornji Petrovci; † 1. Oktober 1945 in Nagykanizsa), Physiker, Pädagoge, Mitglied der Ungarischen Akademie der Wissenschaften;
- Milan Kučan (* 14. Januar 1941 in Križevci), von 1986 bis 1990 Vorsitzender der Kommunistischen Partei Sloweniens; von 1991 bis 2002 der erste Staatspräsident der Republik Slowenien.